# AFC Croydon Athletic
AFC Croydon Athletic là một câu lạc bộ bóng đá Anh tọa lạc ở Thornton Heath, London Borough of Croydon. CLB là hội viện của London Football Association.

## Lịch sử
CLB được thành lập bởi những người hâm mộ của Croydon Athletic F.C. sau khi đội bóng giải thể ở mùa giải 2011–12.
CLB được thành lập năm 2012, và được chơi ở Combined Counties League cho mùa giải 2012–13 tại Division One; Bậc 6 của National League System. Cuối mùa giải đầu tiên CLB có danh hiệu đầu tiên khi đánh bại Staines Lammas 5–0 trong trận chung kết Division One Cup.

## Sân vận động
AFC Croydon Athletic chơi trên sân nhà The Mayfield Stadium, Mayfield Road, Thornton Heath, London.

## Các danh hiệu
- Combined Counties Football League Division One Cup:[3]
  - Vô địch (1): 2012–13